# Acheilognathus
Genre
Acheilognathus est un genre de poissons téléostéens de la famille des Cyprinidae et de l'ordre des Cypriniformes. Acheilognathus est un genre de cyprinidés originaire d'Asie. Le nom est dérivé du grec, signifiant « sans », du grec « cheilos » qui signifie « lèvre » et du grec « gnathos » qui signifie « mâchoire ».

## Morphologie
Les poissons de ce genre ont une longueur comprise entre 5 et 27 cm pour les plus grandes espèces. Ils sont relativement petits et de forme standard ressemblant tous au genre Puntius.

## Liste des espèces
Selon FishBase (14 avril 2017) :

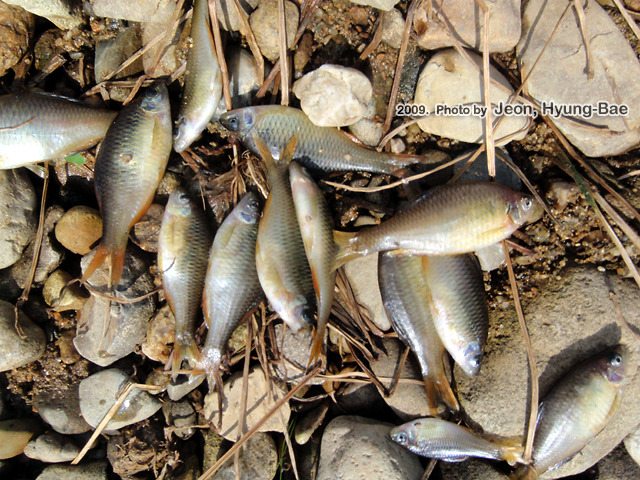
Acheilognathus somjinensis

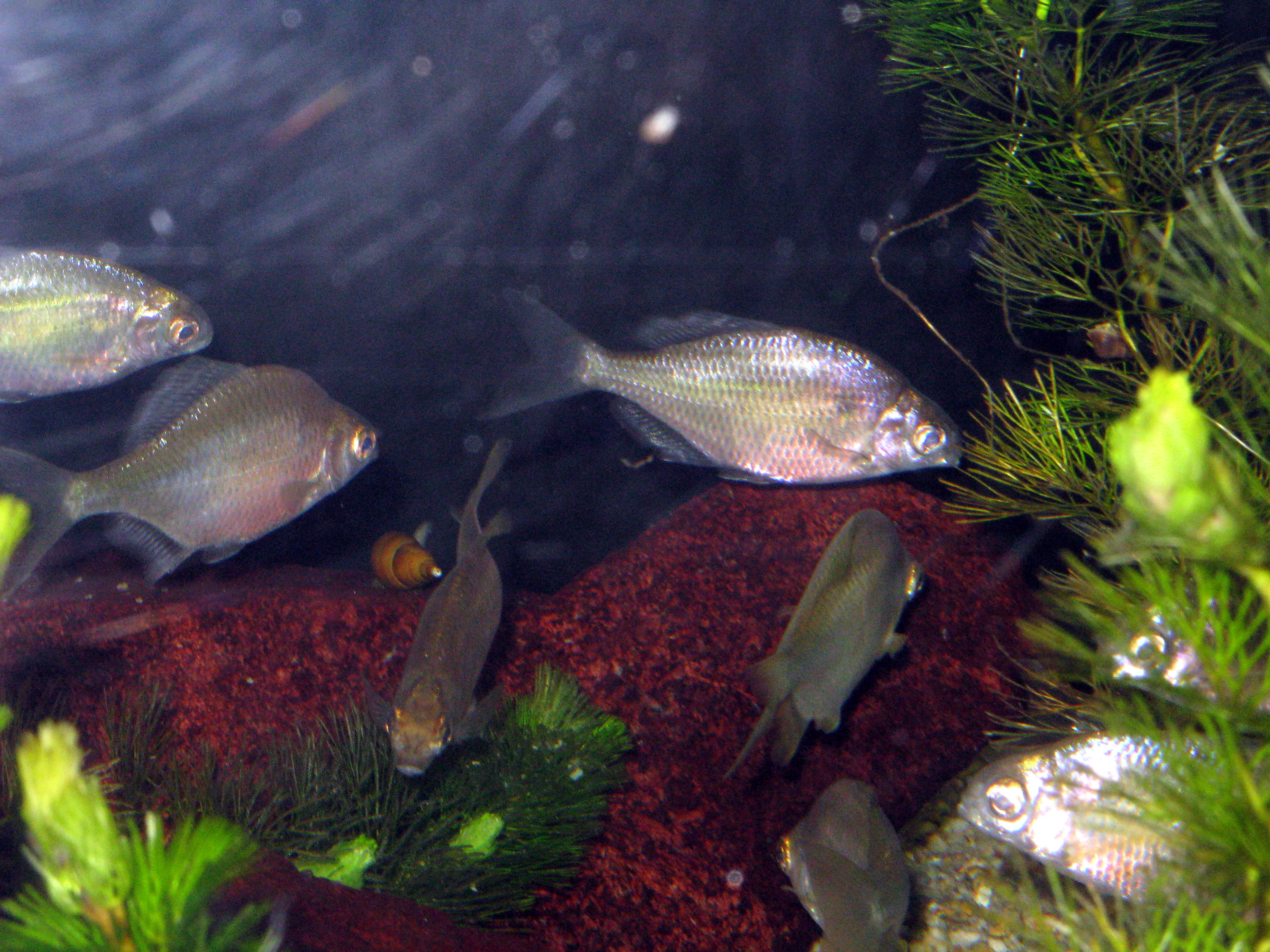
Acheilognathus longipinnis

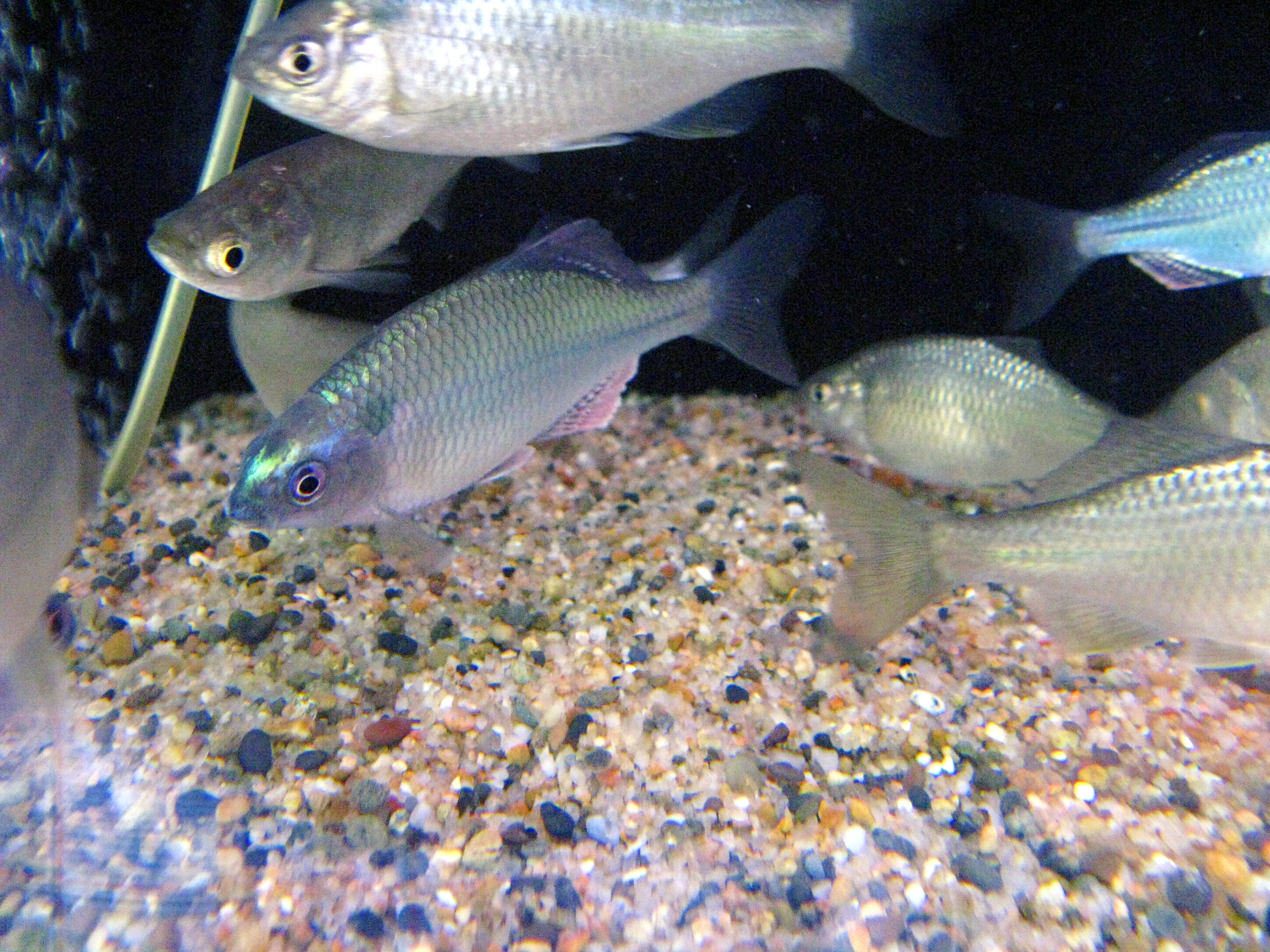
Acheilognathus rhombeus

- Acheilognathus asmussii (Dybowski, 1872)
- Acheilognathus barbatulus Günther, 1873
- Acheilognathus barbatus Nichols, 1926
- Acheilognathus binidentatus Li, 2001
- Acheilognathus brevicaudatus Chen & Li, 1987
- Acheilognathus changtingensis Yang, Zhu, Xiong & Liu, 2011
- Acheilognathus coreanus Steindachner, 1892
- Acheilognathus cyanostigma Jordan & Fowler, 1903
- Acheilognathus deignani (Smith, 1945)
- Acheilognathus elongatoides Kottelat, 2001
- Acheilognathus elongatus (Regan, 1908)
- Acheilognathus fasciodorsalis Nguyen, 2001
- Acheilognathus gracilis Nichols, 1926
- Acheilognathus hondae (Jordan & Metz, 1913)
- Acheilognathus hypselonotus (Bleeker, 1871)
- Acheilognathus imberbis Günther, 1868
- Acheilognathus imfasciodorsalis Nguyen, 2001
- Acheilognathus intermedia (Temminck & Schlegel, 1846)
- Acheilognathus kyphus (Mai, 1978)
- Acheilognathus longibarbatus (Mai, 1978)
- Acheilognathus longipinnis Regan, 1905
- Acheilognathus macromandibularis Doi, Arai & Liu, 1999
- Acheilognathus macropterus (Bleeker, 1871)
- Acheilognathus majusculus Kim & Yang, 1998
- Acheilognathus melanogaster Bleeker, 1860
- Acheilognathus meridianus (Wu, 1939)
- Acheilognathus microphysa Yang, Chu & Chen, 1990
- Acheilognathus nguyenvanhaoi Nguyen, Tran & Ta, 2013
- Acheilognathus omeiensis (Shih & Tchang, 1934)
- Acheilognathus peihoensis (Fowler, 1910)
- Acheilognathus polylepis (Wu, 1964)
- Acheilognathus polyspinus (Holcík, 1972)
- Acheilognathus rhombeus (Temminck & Schlegel, 1846)
- Acheilognathus striatus Yang, Xiong, Tang & Liu, 2010
- Acheilognathus tabira Jordan & Thompson, 1914
- Acheilognathus taenianalis (Günther, 1873)
- Acheilognathus tonkinensis (Vaillant, 1892)
- Acheilognathus typus (Bleeker, 1863)
- Acheilognathus yamatsutae Mori, 1928

## Galerie

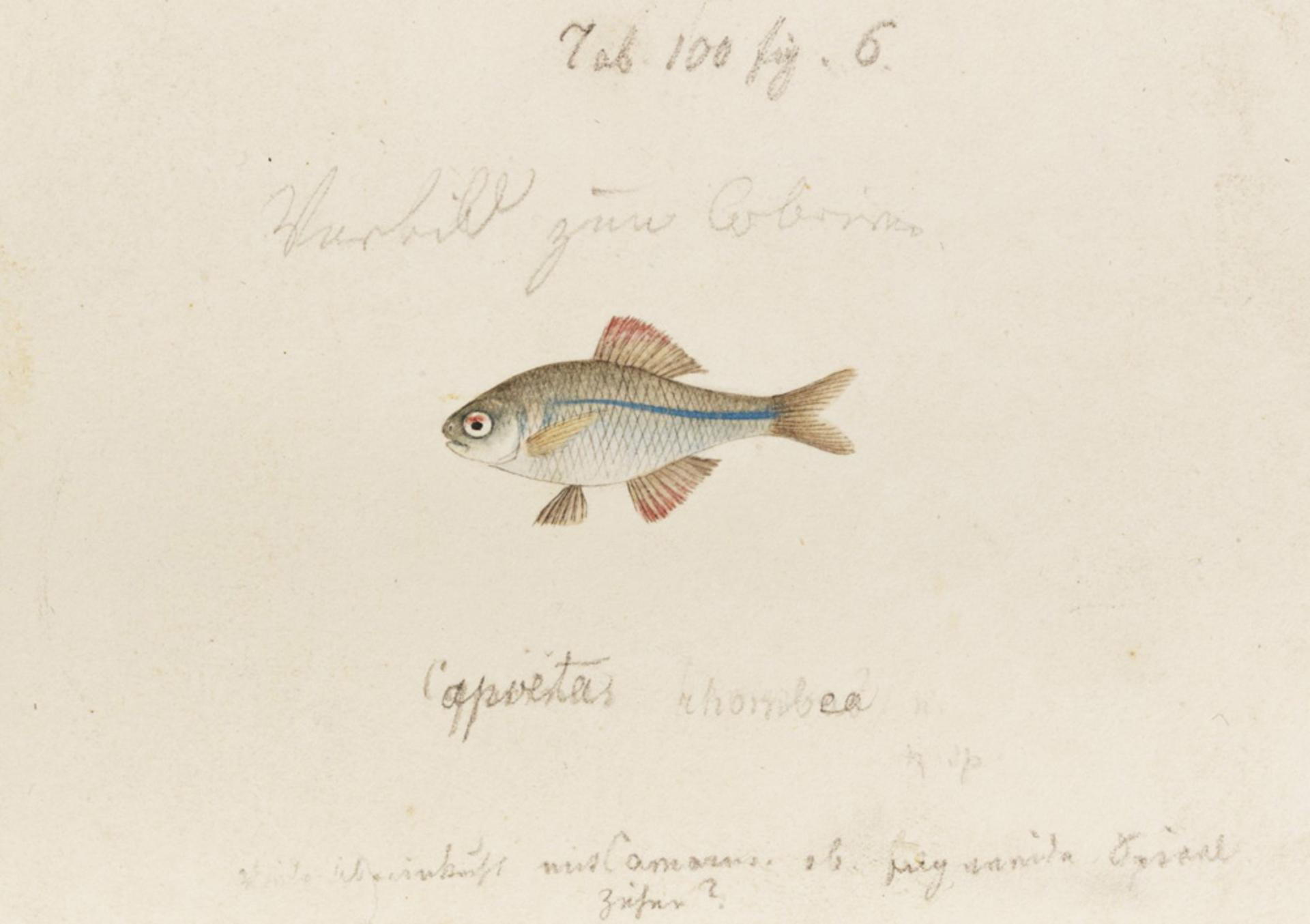
Acheilognathus rhombeus - gravure de Temminck et Schlegel - Kawahara Keiga - 1823 - 1829
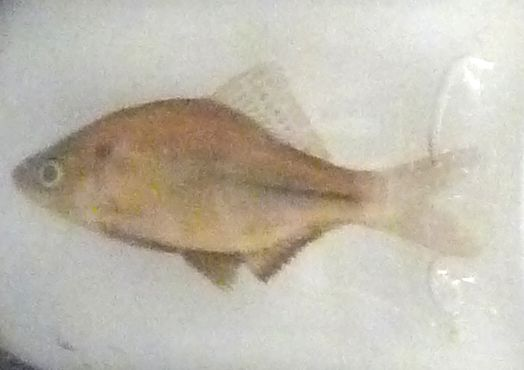
Acheilognathus spp. tabira